# Schackbrädesciklid
Schackbrädesciklid, även kallad lyrstjärtsschackbräde (Dicrossus filamentosus) är en art av dvärgciklid som först beskrevs av Werner Ladiges år 1958. Den ingår i släktet Dicrossus, och familjen ciklider (Cichlidae). Inga underarter finns listade i Catalogue of Life.